# Внутрішній Альстер
Внутрішній Альстер (вимова [ˈbɪnənˌʔalstɐ] ( прослухати)) — одне з двох озер у межах Гамбурга, сформованих на річці Альстер.

## Загальні відомості
Озеро було створено як водний резервуар для Гамбургзького млина. На сьогодні озеро з трьох сторін оточене міськими вулицями і лише з північного боку — парком. Вулиця Юнгфернштіг — на півдні — широкий бульвар, по східній і західній стороні — вулиці Балліндам та Новий Юнгфернштіг, на котрих розміщенні офісні будівлі та готелі.
По озері курсують прогулянкові катери, а у середині озера — б'є 35 м фонтан. Традиційно, у перші вихідні вересня, навколо озера проводиться щорічний вуличний ярмарок.